# Бейб: Поросятко у місті
«Бейб: Поросятко у місті» (англ. Babe: Pig in the City) — австралійський дитячий комедійний фільм 1998 року. Стрічка знята шляхом поєднання живих акторів та анімації. Продовження картини 1995 року «Бейб».

## Сюжет
Бейб купається в променях своєї слави, ставши відомим як єдине у своєму роді порося-пастух. З усіх куточків країни сипляться запрошення взяти участь у ярмарках, але господар Артур Хоггетт вважає все це непотрібними дурницями і не відповідає на пропозиції. Якось Артур лагодить водяний насос у колодязі, а Бейб, бажаючи допомогти, випадково сильно травмує його. Тепер господар прикутий до ліжка, а його дружині, Есмі, доводиться працювати за двох, але все одно ферма стає на межу банкрутства. Єдиний вихід зі становища — заробити гроші, показавши Бейба на якомусь престижному ярмарку, і Есме, прихопивши порося, вирушає в дорогу.
Чекаючи стикувального рейсу в аеропорту великого міста Метрополіс, Бейб знайомиться зі Снупом, поліцейським біглем-шукачем, який хвалиться своєю роботою, і через нього Есме з багажем затримують, підозрюючи її у провезенні наркотиків. Нічого забороненого в неї не виявляють, але час втрачено, і тепер їй з Бейб треба повертатися додому з порожніми руками, та ще необхідно десь перечекати два дні до зворотного рейсу. У жодний готель з поросям її не заселяють, але Есме підказують одне місце, де вона зможе пожити з твариною. Залишившись один у номері, Бейб виявляє, що в цьому готелі живуть кілька мавп, собак та кішок. Опинившись у номері мавп, він приймає їхню пропозицію взяти деякий час у їхніх циркових виставах і за це отримати гроші на порятунок своєї ферми. Власник цього маленького цирку і за сумісництвом клоун — Фаглі Флум, дядько господарки готелю, міс Флум. Вже на першій виставі Бейб за неакуратністю влаштовує пожежу, і важко поранить Фаглі. Його відвозять до лікарні, супроводжує дядечка господиня готелю, а Есме блукає містом у пошуках зниклого порося і потрапляє в поліцію через нещасний випадок — звірі залишаються одні в усьому будинку. Мучині голодом, увечері мавпи вибираються в сусідній магазин вкрасти що-небудь, а Бейб допомагає їм, відволікаючи двох злісних собак. Одна з них, бультер'єр, переслідує порося і ледве не тоне в каналі, але Бейб рятує пса, і той, на подяку, закликає всіх звірів готелю обрати порося своїм лідером. Тієї ж ночі в готель вриваються ловці тварин, наслані злою сусідкою, які полонять усіх мешканців готелю, крім Бейба, гуся Фердинанда, який тільки-но дістався свого друга з рідної ферми, панамського капуцина Тага та собаки-інваліда Фліліка. Використовуючи свій чудовий нюх, Бейб веде маленький загін на порятунок друзів — слід приводить до клініки, де замкнених по клітинах тварин нічого хорошого не чекає. Бейб з друзями всіх звільняють, тварини трубою перебираються до сусідньої будівлі, яка виявляється рестораном. Порося, гусак, кішки, собаки та мавпи влаштовують там справжній переполох, а всі кухарі горять бажанням виловити такого соковитого молоденького порося. У критичний момент у ресторан приїжджають Есме та міс Флум, у результаті всі тварини виявляються врятованими. Міс Флум продала свій готель, а на виручені гроші допомогла господарям Бейба сплатити борги ферми, куди й перебралася з усіма вихованцями.

## У ролях
Більшість виконавців головних ролей з першої частини фільму зіграли свої ті самі ролі і в цій стрічці, хоча багато хто з них вийшли другого плану або навіть епізодичними, оскільки в «Поросяті в місті» основна увага зосереджена на пригодах Бейба.
- Магда Шубанскі-Есме Корделіа Хоггетт дружина фермера
- Джеймс Кромвелл-Артур Хоггетт фермер
- Мері Стейн-міс Флум господиня готелю для тварин
- Міккі Руні-Фаглі Флум дядько міс Флум, клоун
- Пол Лівінгстон-злий поліцейський

### Озвучування
- Елізабет Дейлі-порося Бейб
- Денні Манн-Фердінанд, гусак/Таг мавпа
- Стівен Райт-Боб мавпа
- Роско Лі-Браун оповідач за кадром
- Гленн Хідлі-Зуті мавпа
- Джеймс Космо-Телоній мавпа
- Стенлі Ральф-Россбультер'єр/доберман
- Рассі Тейлор-рожевий пудель/керівниця котячого хору
- Майлс Джеффрі-Ізі
- Адам Голдберг Флілік-джек-рассел-тер'єр без задніх лап
- Едді Барт-Найджел/Алан Білл
- Капіцці Снуп-бігль шукача в аеропорту
- Міріам Маргуліс-Флай Хьюго
- Уівінг Рекс-Джим Каммінгс пелікан * Кеті Лей-голодне кошеня
- Натан Кресс-Ізі/цуценя
- Ел Манчіні-золота рибка